# HD 86166
HD 86166，又名BD+46 1566，SAO 43117、HR 3929，是一颗恒星，视星等为6.3，位于銀經173.16，銀緯51.16，其B1900.0坐标为赤經9h 51m 38.4s，赤緯+45° 51.16′ 27″。